# Club Deportivo Plaza Amador
Il Club Deportivo Plaza Amador, meglio conosciuto come Plaza Amador, è una società calcistica panamense con sede nella città di Panama City. Milita nella Asociación Nacional Pro Fútbol, la massima divisione del campionato panamense.
La squadra ha vinto per sei volte il campionato nazionale.

## Storia
Il Plaza Amador è stato fondato nel 1955 dalla leggenda sportiva panamense León Cocoliso Tejada (1927–1982). Sotto la guida di Tejada, il club dipendeva fortemente dallo sviluppo e dalla formazione dei giocatori (piuttosto che da firme di alto profilo). Dopo la morte di Tejada, i nuovi proprietari Andrés Villa, Daniel Vàsquez ed Enrique Cajar hanno portato il club ai massimi livelli del calcio panamense. Hanno vinto il titolo distrettuale, la COPA JVC, e nel 1988 hanno vinto il loro primo campionato. Il Plaza Amador ha continuato a vincere titoli nel 1990 e nel 1992. Dopo una lunga attesa, hanno ottenuto la vittoria del campionato Apertura 2002, Clausura 2005 e Clausura 2016.

## Colori e simboli

### Colori
I colori del club sono i tre colori della bandiera panamense: rosso, bianco e blu. Plaza Amador prende il nome dalla piazza situata nel quartiere El Chorrillo.

## Strutture

### Stadio
Lo stadio di casa del Plaza Amador è lo Estadio Maracaná di Panama City. È stato inaugurato nell'aprile 2014 e ha una capacità di 6.000 spettatori. È lo stadio di casa anche del F.C. Chorrillo. Prende il nome dal leggendario stadio Maracanã di Rio de Janeiro, in Brasile. Sarà utilizzato per ospitare le partite durante la Coppa del Mondo femminile FIFA U-20 del 2020.

## Allenatori
- 1991  Milton Palacios
- 1992-1993  Carlos Collazo
- 1996  Ricardo Buitrago
- 2002  Américo Bravo
- 2002  Sergio Giovagnolli
- 2005  Fernando Arnulfo Bolívar
- 2005  Ricardo Buitrago
- 2006  Mauricio Álvarez
- 2010  Jair Palacios
- 2010  Leopoldo Lee
- 2010  Marcos Casagrande
- 2010  Jair Palacios
- 2010-2011  Rubén Guevara
- 2011-2012  Marcelo Javier Ainstein
- 2012  Juan Carlos Cubillas
- 2012  Leonicio de la Flor
- 2013  Carlos García Cantarero
- 2013  Richard Parra
- 2013-2014  Mike Stump
- 2015  Juan Carlos García
- 2016-2017  Jair Palacios
- 2017-2018  Juan Carlos García
- 2018-2019  Javier Álvarez Arteaga
- 2019-...  Mike Stump

## Palmares

### Competizioni nazionali
- Asociación Nacional Pro Fútbol: 7

1988, 1990, 1992, 2002 (A), 2005 (C), 2016 (C), 2025 (A)

### Altri piazzamenti
- CONCACAF League:

Semifinalista: 2017

## Organico

### Rosa 2019-2020
| N. |                      | Ruolo | Calciatore         |
| -- | -------------------- | ----- | ------------------ |
| 31 | Panama (bandiera)    | P     | Marcos Allen       |
| 3  | Panama (bandiera)    | D     | Richard Dixon      |
| 4  | Panama (bandiera)    | D     | Jose Rivas         |
| 23 | Panama (bandiera)    | D     | Emmanuel Chanis    |
| 19 | Colombia (bandiera)  | D     | Lid Carabali       |
| 22 | Panama (bandiera)    | D     | Sergio Ortega      |
| 8  | Colombia (bandiera)  | C     | Miguel Duque       |
| 25 | Panama (bandiera)    | C     | Abdiel Macea       |
| 11 | Panama (bandiera)    | A     | Marlon Ávila       |
| 47 | Venezuela (bandiera) | C     | Yeferson Paz       |
| 27 | Panama (bandiera)    | A     | Amir Waithe        |
| 28 | Panama (bandiera)    | C     | Jonathan Ceceña    |
| 9  | Colombia (bandiera)  | A     | Juan Carlos Moreno |

| N. |                   | Ruolo | Calciatore       |
| -- | ----------------- | ----- | ---------------- |
| 46 | Panama (bandiera) | P     | Ronald Marshall  |
| 5  | Panama (bandiera) | D     | Jordy Melendez   |
| 30 | Panama (bandiera) | D     | Edwin Gomez      |
| 39 | Panama (bandiera) | D     | Carlos Escobar   |
| 59 | Panama (bandiera) | C     | Francisco Narbón |
| 20 | Panama (bandiera) | C     | Carlos Gutierrez |
| 10 | Panama (bandiera) | C     | Luis Cañate      |
| 60 | Panama (bandiera) | C     | Joel Lara        |
| 16 | Panama (bandiera) | A     | Ernie Mares      |
| 33 | Panama (bandiera) | A     | Daniel Arevalo   |
| 18 | Panama (bandiera) | P     | Cesar Samudio    |
| 53 | Panama (bandiera) | D     | Samir Ramirez    |
| 49 | Panama (bandiera) | C     | Daniel Aparicio  |